# Philipp Fischer (Biologe)
Philipp Fischer ist ein deutscher Meeresbiologe am Alfred-Wegener-Institut und leitet das Zentrum für Wissenschaftliches Tauchen des AWI auf Helgoland. Des Weiteren hält er eine Professur an der Constructor University in Bremen.

## Werdegang
Philipp Fischer wuchs in der Bodenseeregion auf. Er studierte an der Christian-Albrechts-Universität zu Kiel Fischökologie. Seine Diplomarbeit schrieb er 1989 bei Uwe Kils unter dem Titel „In-situ Untersuchungen zum Verhalten von Fischen bei Sauerstoffmangel sowie zur Abbaugeschwindigkeit toter Tiere nach einem Fischsterben“. 1994 wurde er mit der Doktorarbeit „Litorale Fischbiozönosen in einem großen See, der Bodensee“ an der Christian-Albrechts-Universität in Limnologie promoviert.
Im Jahr 2003 habilitierte Fischer an der Universität Konstanz. Seine Forschungsarbeit trug den Titel „Control mechanisms for the temporal and spatial distribution of benthic fish species (German with English abstract: Steuermechanismen zeitlicher und räumlicher Verteilungsmuster benthischer Fischarten)“.

## Tätigkeitsprofil
Im Jahr 2006 übernahm Fischer die Stelle als wissenschaftlicher Leiter des Tauchzentrums und Fischökologe am Alfred-Wegener-Institut auf Helgoland. Unter seiner Leitung wurde das Tauchzentrum Helgoland modernisiert und beispielsweise mit einem Salzwassertauchbecken ausgestattet. Hier werden wissenschaftliche Taucher ausgebildet. Er ist auch Mitglied der Prüfungskommission für Forschungstauchen in Deutschland.
Das Zentrum dient auch der Vorbereitung eigener Forschungstauchgänge und von Tauchgängen im Auftrag anderer Forschungseinrichtungen. Fischer präferiert die Unterwasserforschung bei Tauchgängen gegenüber der Auswertung von Videos und Analyse von Proben im Labor. Er entwickelt hier seiner Meinung nach ein besseres Verständnis über komplexe Systeme in den Ozeanen. Als Verhaltensbiologie sieht er einen Schwerpunkt seiner Forschung der Funktion von Ökosystemen und deren Veränderungen durch menschliche Eingriffe und natürliche Veränderungen.
Neben seiner wissenschaftlichen Arbeit ist Fischer auch im Vorstand des Verband Deutscher Sporttaucher, wo er für das Ressort „Umwelt & Wissenschaft“ zuständig ist.

## Publikationen
- mit S. Stoll, W. N. Probst, R. Eckmann: A mesocosm experiment investigating the effects of substratum quality and wave exposure on the survival of fish eggs. In: Aquatic Sciences. 72(4), 2010, S. 509–517, doi:10.1007/s00027-010-0152-9.
- mit S. Stoll, H. Hofmann: Effect of wave exposure dynamics on gut content mass and growth of young-of-the-year fishes in the littoral zone of lakes. In: Journal of Fish Biology. 76(7), 2010, S. 1714–1728.
- mit S. Stoll: Three different patterns of how low-intensity waves can affect the energy budget of littoral fish: a mesocosm study. In: Oecologia. 10, 2010, S. 509–517.
- mit K. Premke, M. Hempel, K.-O. Rothhaupt: Ecological studies on the decomposition rate of fish carcasses by benthic organisms in the littoral zone of Lake Constance, Germany. In: International Journal of Limnology. 2010.
- mit F. Gabel, S. Stoll, M. T. Pusch, X.-F. Garcia: Waves affect predator-prey interactions between fish and benthic invertebrates. In: Oecologia. 165(1), 2011, S. 101–109.